# Шатлевортов рогоз
Шатлевортов рогоз је вишегодишња биљка (лат. Typha shuttleworthii) из фамилије рогоза (лат. Typhaceae). Род Typha је космополитског распрострањења и обухвата око 40 врста. На територији Србије расте 6 врста: T. angustifolia, T. domingensis, T. latifolia, T. laxmannii, T. minima и T. shuttleworthii.

## Опис врсте
T. shuttleworthii је зељаста биљка са пузећим ризомом. Стабљика ја висока 1-1,5 m и широка око 5mm. Листови су уско линеарни, у пресеку равни. Широки су углавном до 1 cm, ређе 1,5 cm, најчешће жутозелени. Мушка и женска цваст су спојене у терминалну јединствену цваст. Женска цваст дупло дужа у односу на мушку. Мушки цветови су са простим длакама. Прашничке кесице дуге 0,5-2 mm, а поленова зрна груписана у тетраде. Егзина поленовог зрна благо избраздана. Женски цветови без љуспица, са 5-25 длака на дршци тучка. Стубић је једнаке дужине или краћи од длака, па је цваст након прецветавања сјајна и сребрне боје. Цвета у јулу и августу, а опрашује се помоћу ветра. Ова врста плодоноси од августа до октобра, а расејава се такође помоћу ветра. Размножава се семенима и вегетативно, помоћу ризома.

## Станиште и распрострањење
Ова врста има емерзну животну форму и расте на замочвареној подлози, често на обалама и у плиткој води бара, језера и мочвара. Може са наћи у заједници Typhaetum schutleworthii у барама у појасу букових шума.
Широко је распрострањена у Европи, ареал обухвата Француску, јужну Немачку, северну Италију, Балканско полусотрво и јужне Карапате. У Србији је први пут детектована у околини  Новог Сада, Крагујвца, Сјеници и на Кукавици. Каснијим истраживањем током 21. века пронађена је на Старој планини, Озрену, Јеловој Гори, Тари, Радану и Голији. Такође се наводи да расте у околини Бора, Сврљига и Босилеграда.

## Угроженост и заштита врсте
Исушивање бара и мочвара у планинским пределима представљају негативне факторе који утичу на ову врсту. Зато је она законом заштићена у Србији и има статус строго заштићене врсте. Ова врста се налази у Црвеној књизи флоре Србије, али такође и у Црвеним кљигама и листама других држава (Аустрија, Грчка, Бугарска, Лихтенштајн, Словачка). Наводи се да је овај таксон изумро у Мађарској.

## Галерија
- Хабитус
- Цваст